# Spherillo speciosus
Spherillo speciosus là một loài chân đều trong họ Armadillidae. Loài này được Dana miêu tả khoa học năm 1853.